# A Soul Enslaved
A Soul Enslaved er en amerikansk stumfilm fra 1916 af Cleo Madison.

## Medvirkende
- Cleo Madison som Jane.
- Tom Chatterton som Richard Newton.
- Douglas Gerrard som Paul Kent.
- Lule Warrenton.
- Patricia Palmer som Nellie.